# Murina fanjingshanensis
Murina fanjingshanensis és una espècie de ratpenat de la família dels vespertiliònids. És endèmic de la província xinesa de Guizhou. S'alimenta d'insectes. És un ratpenat de petites dimensions, amb una llargada de cap a gropa de 50,10-53,76 mm, els avantbraços de 40,60–41,44 mm, la cua de 42,20–46,68 mm, els peus de 9,50–10,40 mm i les orelles de 14,82–15 mm. Com que fou descoberta fa poc, l'estat de conservació d'aquesta espècie encara no ha estat avaluat formalment.